# Jakub Štvrtecký
Jakub Štvrtecký, né le 21 décembre 1998 à Vsetín, est un biathlète tchèque.

## Biographie
Il fait ses débuts internationaux en 2016, aux Championnats du monde jeunesse à Cheile Gradistei, où son meilleur résultat est septième sur le sprint. Lors de la saison suivante, il monte sur un podium en relais dans la Coupe IBU junior. En 2018, il est notamment sixième sur l'individuel des Championnats du monde junior à Otepää, puis, quelques mois plus tard aux Championnats du monde de biathlon d'été chez les juniors, il remporte les titres sur le sprint et le relais mixte.
En 2018-2019, il fait ses débuts chez les séniors en IBU Cup, puis en Coupe du monde à Hochfilzen, avant d'être sélectionné pour les Championnats du monde à Östersund.
Lors de l'épreuve d'ouverture de Coupe du monde 2019-2020, il parvient à marquer des points avec sa 39e place sur le sprint d'Östersund. Il ensuite passe la barre du top trente à Hochfilzen (29e), puis pénètre le top vingt au Grand-Bornand, où il termine seizième du sprint. Son autre temps fort de l'hiver est sa médaille d'argent aux Championnats du monde junior à Lenzerheide en sprint.

## Palmarès

### Championnats du monde
| Épreuve / Édition                | Individuel | Sprint | Poursuite | Départ en masse | Relais | Relais mixte |
| Mondiaux 2019 Östersund          | —          | 65e    | —         | —               | —      | —            |
| Mondiaux 2020 Antholz-Anterselva | 70e        | 47e    | 54e       | —               | 13e    | —            |
| Mondiaux 2021 Pokljuka           | 70e        | 47e    | 54e       | —               | 13e    | —            |

Légende :
- — : non disputée par Jakub Štvrtecký

### Coupe du monde
- Meilleur classement général : 54e en 2020.
- Meilleur résultat individuel : 16e.

#### Détail des classements
| Année     | Classement général final | Classement général individuel | Classement général sprint | Classement général poursuite | Classement général mass start |
| 2019-2020 | 54e                      | 58e                           | 38e                       | -                            | -                             |

### Championnats du monde junior
- Lenzerheide 2020 :
  -  Médaille d'argent du sprint.